# Navotas
Navotas est une ville faisant partie de la métropole de Manille, située sur l'île de Luçon, à l'est de la Baie de Manille.
La population était de 249 463 habitants en 2015.